# Zabawna dziewczyna (musical)
Zabawna dziewczyna to tytuł musicalu opartego na historii napisanej przez Isobel Lennart, z muzyką Jule'a Styne'a i słowami Boba Merrilla, pierwotnie wystawionego w 1964 roku.

## Historia
Częściowo biograficzna fabuła oparta została na życiu i karierze gwiazdy filmowej i aktorki broadwayowskiej, Fanny Brice, oraz jej burzliwym związku z Nickiem Arnsteinem. Początkowo sztuka miała nosić tytuł My Man. Musical wyprodukował Ray Stark, który był zięciem Fanny Brice, a główną rolę objęła Barbra Streisand. Do sztuki napisano m.in. utwory "People" i "Don’t Rain on My Parade", które później stały się przebojami.
Sztuka miała swój debiut 26 marca 1964 w Winter Garden Theatre na Broadwayu i ostatecznie została wystawiona ponad 1300 razy. Produkcję nominowano aż do ośmiu nagród Tony. Album zawierający piosenki z musicalu dotarł do 2. miejsca listy Billboard 200 i zdobył status złotego. W 1966 roku kontynuowano ją na londyńskim West Endzie, a w roku 1968 ukazał się film Zabawna dziewczyna z Barbrą Streisand w roli głównej.